# هاشم تاچی
هاشم تاچی (hɐˈʃɪm ˈθɑ:tʃɪ) (زادهٔ ۲۴ آوریل ۱۹۶۸) یک سیاست‌مدار اهل کوزوو است که از ۷ آوریل ۲۰۱۶ تا زمان استعفایش در ۵ نوامبر ۲۰۲۰ رئیس‌جمهور کوزوو بود. دلیل استعفای او تشکیل دادگاهی برای رسیدگی به جنایات جنگی او بود. تاچی اولین نخست‌وزیر کوزوو بود و در کابینهٔ جدید کوزوو به رهبری عیسی مصطفی که در ۱۲ دسامبر ۲۰۱۴ تشکیل شد نیز سمت وزیر خارجه و معاون نخست‌وزیر را در اختیار داشت.
تاچی اهل منطقهٔ درنیکا در کوزوو است که ارتش آزادی‌بخش کوزوو ابتدا در این منطقه شکل گرفت. او پس از تحصیل در رشتهٔ فلسفه در شهر پریشتینا، به سوئیس رفت و در سال ۱۹۹۳ به ارتش آزادی‌بخش کوزوو پیوست. او در سال ۱۹۹۹ و در جریان مذاکرات توافق‌نامهٔ رمبوئیه (مربوط به خودمختاری کوزوو) رهبر قدرتمندترین جناح این ارتش شده بود. تاچی پس از جنگ، به دولت موقت کوزوو پیوست.
تاچی رهبر حزب دموکراتیک کوزوو شد و این حزب توانست در انتخابات ۲۰۰۷ به پیروزی برسد. تاچی در سال ۲۰۰۸ استقلال کوزوو را رسماً اعلام کرد و اولین نخست‌وزیر این کشور شد. در سال ۲۰۱۶، او به ریاست‌جمهوری کوزوو انتخاب شد. تاچی در حکمرانی سیاستی همسو با ایالات متحده آمریکا را دنبال می‌کرد. از دیرباز، مباحث و جنجال‌هایی بر سر نقش تاچی در ارتش آزادی‌بخش کوزوو و دست‌داشتن او در جرائم سازمان‌یافته مطرح بوده است. در سال ۲۰۲۰، دادستان دادگاه ویژهٔ کوزوو (مستقر در لاهه) کیفرخواستی علیه تاچی و چند نفر دیگر صادر و آنها را به ارتکاب جنایت علیه بشریت و جنایت جنگی متهم کرد. به دنبال این اتفاق، تاچی از ریاست‌جمهوری استعفا داد تا، به ادعای خودش، «آبروی ریاست‌‌جمهوری کوزوو را حفظ کند».